# Flensburger Brauerei

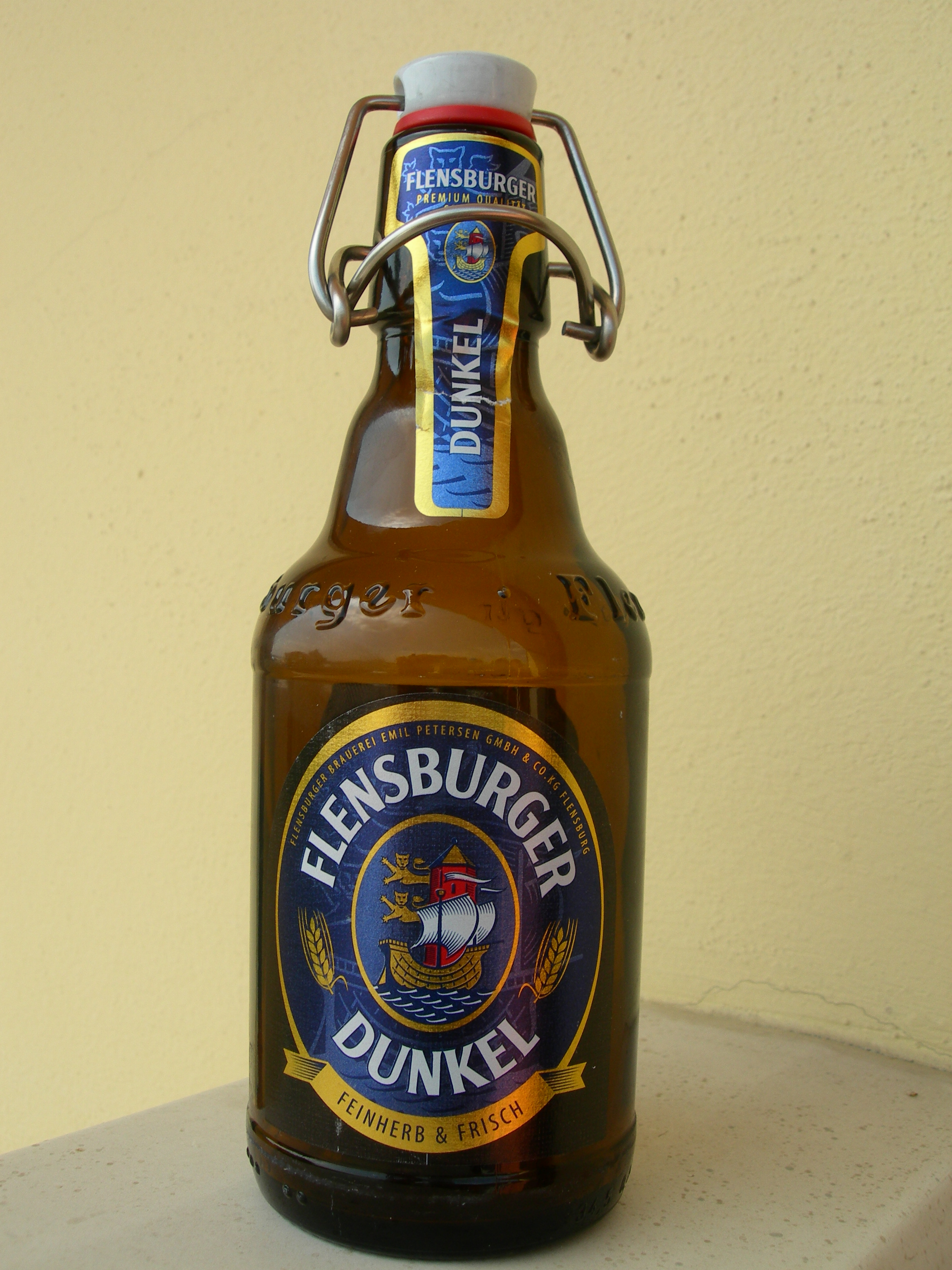
Birra Flensburger Dunkel 33cl

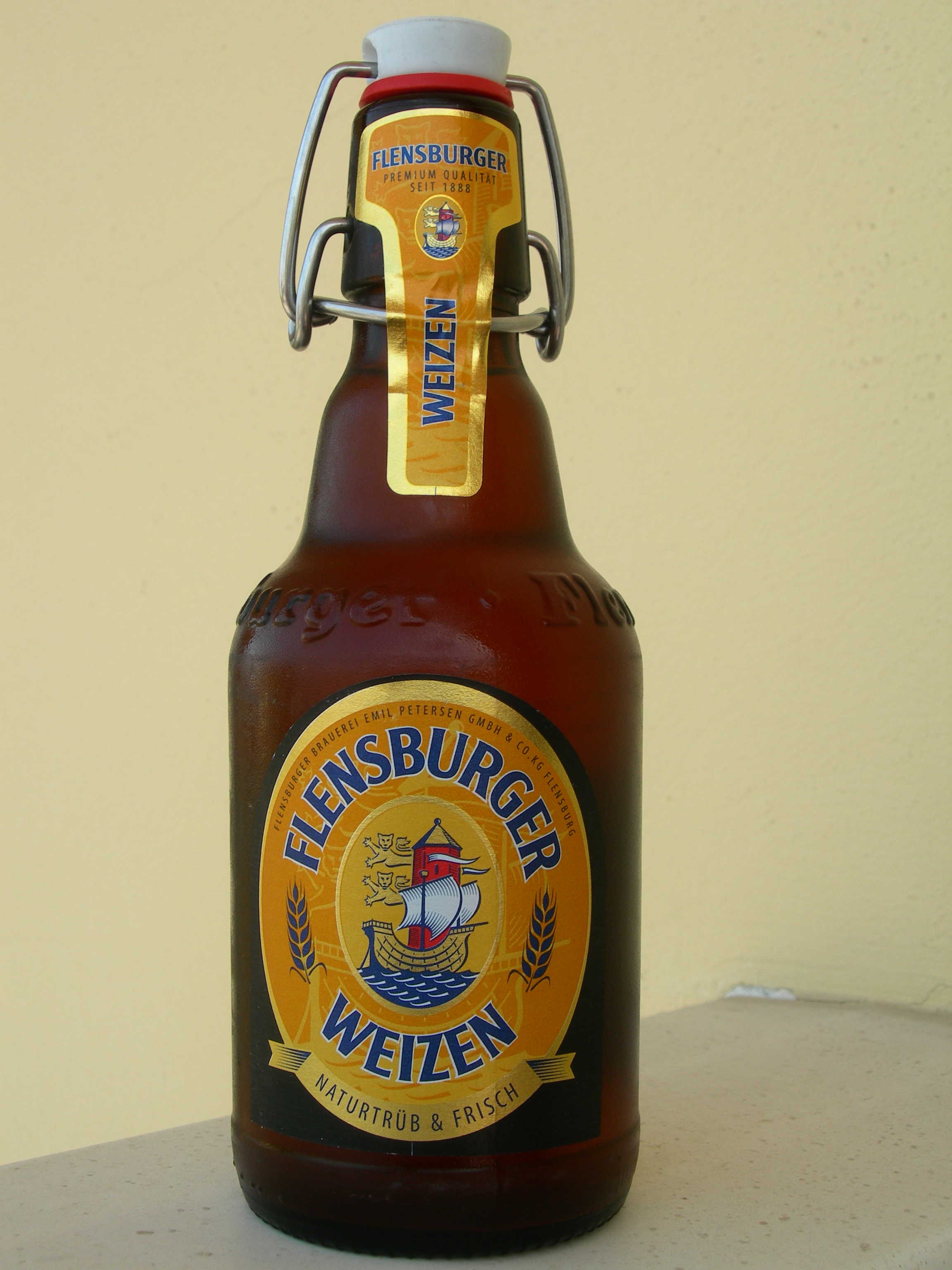
Birra Flensburger Weizen 33cl

La Flensburger Brauerei Emil Petersen GmbH und Co. KG è un'azienda tedesca produttrice di birra di Flensburgo nel Land Schleswig-Holstein. Commercializza anche acqua minerale.

## Birre Flensburger
- Flensburger weizen
- Flensburger gold
- Flensburger dunkel
- Flensburger radler
- Flensburger malz
- Flensburger pilsner
- Flensburger winterbock
- Flensburger frei - (analcoolica)
- Flensburger kellerbier
- Flensburger biermix - (birra aromatizzata con un mix di arancia-pompelmo-limone)

## Acque minerali
- Flensburger wasser